# Южный флот ВМС НОАК
Южный флот ВМС НОАК (кит. 中国人民解放军南部战区海军) – один из трёх флотов ВМС НОАК. Основан в 1952 году на базе 44-й армии НОАК, дислоцированной в Гуанчжоу. Основной задачей флота была оборона побережья от вторжения армии Гоминьдана.
Официальное название «Южный флот» присвоено флоту в 1955 году. Штаб флота с конца 1960-х годов находится в Чжаньцзяне. В операционную зону флота входит акватория Южно-Китайского моря и Тонкинский залив.

## Военно-морские базы
- Чжаньцзян
- Юйлинь
- Шаньтоу
- Гуанчжоу
- Хумэнь
- Сянган
- Шанчуньдао
- Бэйхай
- Хайкоу

## Базы морской авиации
- Лингшу[англ.]
- Хайкоу
- Санья
- Чжаньцзян
- Гуйпин

## Зоны береговой обороны
- Чжаньцзян
- Бэйхай
- Хуанпу
- Шаньтоу
- Хайкоу
- Сиша (Парасельские острова)

## Корабельный состав
Эскадренные миноносцы:

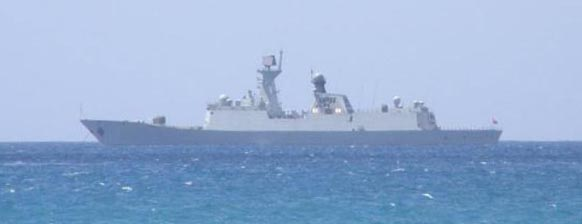

- 2 Эскадренные миноносцы типа 052C:
  - Lanzhou (170)
  - Haikou (171)
- 2 Эскадренные миноносцы типа 052B:
  - Guangzhou (168)
  - Wuhan (169)
- 1 Эскадренные миноносцы типа 051B:
  - Shenzhen (167)
- 6 Эскадренные миноносцы типа 051:
  - Changsha (161)
  - Nanning (162)
  - Nanchang (163)
  - Guilin (164)
  - Zhanjiang (165)
  - Zhuhai (166)

Фрегаты:
- 4 Фрегаты типа 054A:
  - Huangshan (570)
  - Chaohu (568)
  - Yuncheng (571)
  - Yulin (569)
- 4 Фрегаты типа 053H3:
  - Yichang (564)
  - Yulin (565)
  - Yuxi (566)
  - Xiangfan (567)
- 6 Фрегаты типа 053:
  - Beihai (558)
  - Kangding (559)
  - Dongguan (560)
  - Shantou (561)
  - Jiangmen (562)
  - Foshan (563)
- 4 Фрегаты типа 053:
  - Shaoguan (553)
  - Anshun (554)
  - Zhaotong (555)
  - Jishou (557)

Дизель-электрические подводные лодки:
- 8 Ming-Class

Десантные корабли: 
- 1 Десантные корабли типа 071:
  - Kunlun Shan (998)
- 11 Десантные корабли типа 072II:
  - 991
  - 934
  - 935
  - 936
  - 937
  - 938
  - 939
  - 940
  - 908
  - 909
  - 910
- 6 Десантные корабли типа «Кионгша»:
  - NY830
  - NY831
  - NY832
  - NY833
  - NY834
  - NY835
- 1 госпитальное судно
- 4 Десантные корабли типа 073
- две бригады морской пехоты
- дивизионы ракетных, минно-тральных и патрульных кораблей
- бомбардировочная, истребительная, истребительно-штурмовая дивизии
- авиатранспортные части
- группа палубных вертолетов